# Pero macdunnoughi
Pero macdunnoughi là một loài bướm đêm trong họ Geometridae.